# Snipperclips
Snipperclips: Cut it out, together!, conhecido no Japão como Issho ni Chokitto Snippers (いっしょにチョキッと スニッパーズ), é um jogo de quebra-cabeça em desenvolvimento pela Nintendo para a Nintendo Switch. O jogo, originalmente desenvolvido pelo SFB Games, será lançado na Nintendo eShop em Março de 2017.

## Jogabilidade
Snipperclips é um jogo cooperativo de até quatro jogadores. Os jogadores controlam personagens com corpos arredondados, que pode ser rodado de lugar. Quando dois personagens se sobrepõem uns aos outros, um jogador pode cortar a parte do outro jogador, alterando a forma do seu corpo. Usando esta mecânica, os jogadores devem vir acima com maneiras criativas para resolver vários quebra-cabeças, cada um com objetivos singulares. Os objectivos incluem a montagem dentro de uma forma modelo, carregar objetos, como uma bola de basquete ou lápis para uma área específica, ou cortar uma extremidade pontiaguda para estourar balões.